# Alaska Marine Highway

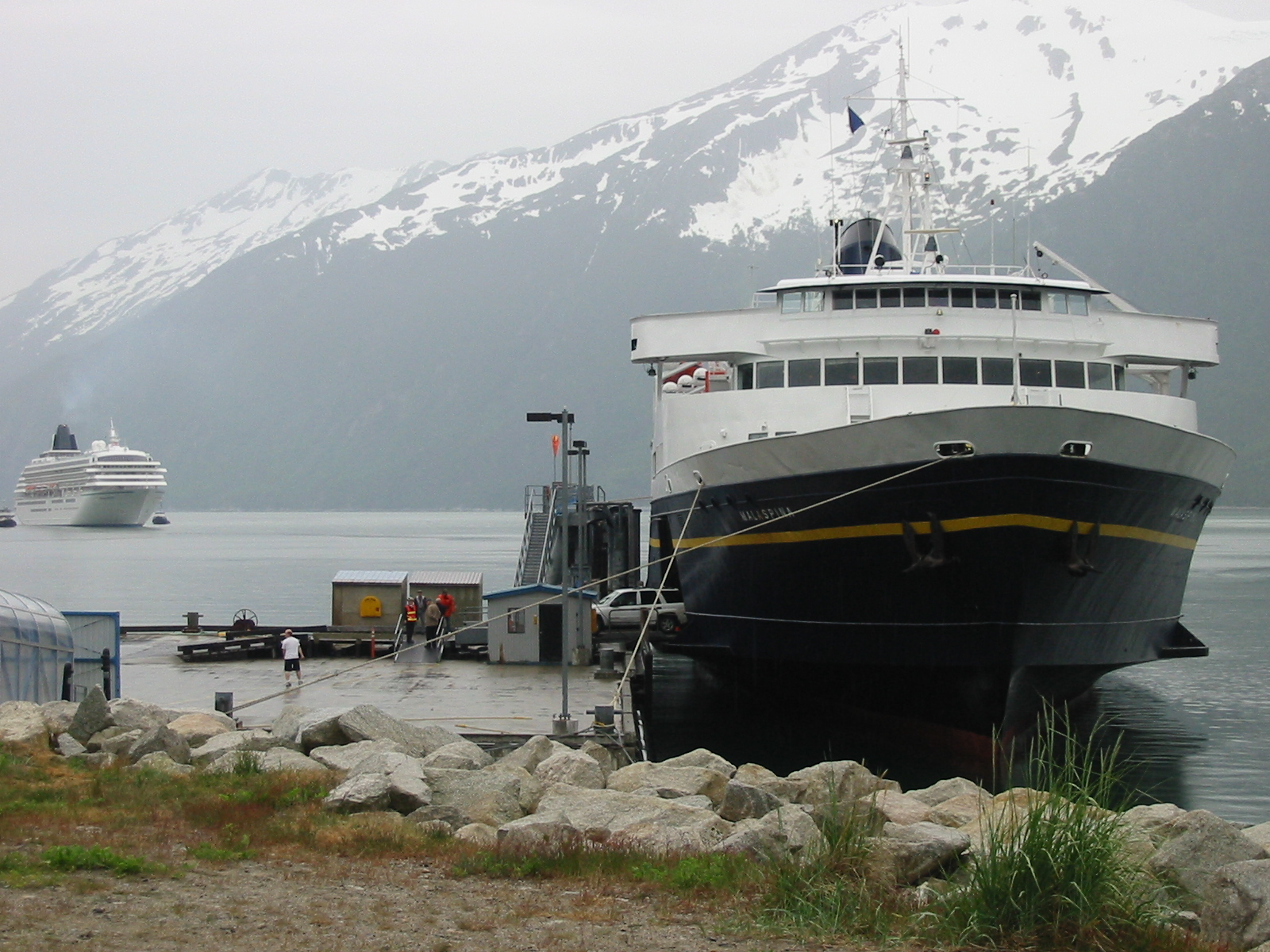
Die Malaspina im Hafen von Skagway

Der Alaska Marine Highway, auch Alaska Marine Highway System (AMHS), ist ein Netz von Fährverbindungen, das von der Regierung des US-Bundesstaats Alaska betrieben wird. Die Schiffe des Marine Highways laufen 32 Häfen entlang der Küste Alaskas, British Columbias und Washingtons von den östlichen Aleuten über South Central Alaska mit Cook Inlet und Prince William Sound bis zur Inside Passage an. Die Gesamtlänge der Route beträgt 5600 km zwischen dem westlichen Endpunkt in Unalaska und Bellingham in Washington.
Transportiert werden Passagiere, Fahrzeuge und andere Ladungen. Für die meisten Siedlungen ist das Fährsystem das einzige Verkehrsmittel außer dem Flugzeug, weil sowohl Inseln wie einige Festlands-Ortschaften keinen Anschluss an das Straßennetz haben. Neben der Rolle als unerlässliche Infrastruktur für die Einwohner der Region ist in den Sommermonaten auch die touristische Bedeutung des Marine Highways hoch.
Der Marine Highway ist Teil des National Highway Systems. Die Hauptverwaltung befindet sich in Juneau, mit Nebenstellen in Ketchikan, Cordova und Kodiak.

## Geschichte
Das Vorgängerunternehmen wurde 1946 von Steve Homer und Ray Gelotte aus Haines gegründet, die ein umgebautes Landungsboot vom Typ LCT-Mark 6, dem sie den Namen Chilkoot gaben, für den Fährbetrieb verwendeten. 1951 kaufte die Provinzregierung das Unternehmen auf und gab ihm 1963 den Namen Alaska Marine Highway System. Im September 2005 erklärte die Federal Highway Administration den Alaska Marine Highway zur All-American Road. Heute werden von den Fähren des Alaska Marine Highways über 300.000 Passagiere und rund 100.000 Fahrzeuge pro Jahr transportiert.

## Schiffe (Auswahl)
Auf dem Alaska Marine Highway sind bzw. waren unter anderem die folgenden Fähren eingesetzt:
- Aurora (seit 1977)
- Chenega (2005–2015)
- Columbia (seit 1974)
- E. L. Bartlett (1969–2003)
- Fairweather (2004–2019)
- Kennicott (seit 1998)
- LeConte (seit 1974)
- Malaspina (seit 1963)
- Matanuska (seit 1963)
- Tazlina (seit 2019)
- Tustumena (seit 1964)
- Taku (1963–2015)

## Häfen
Ganzjährig laufen die Fähren die Häfen von Akutan, Angoon, Chenega, Chignik, Cold Bay, Cordova, False Pass, Haines, Homer, Hoonah, Juneau, Kake, Ketchikan, King Cove, Kodiak, Metlakatla, Petersburg, Port Lions, Sand Point, Seldovia, Sitka, Skagway, Tatitlek, Tenakee Springs, Unalaska, Valdez, Whittier, Wrangell und Yakutat an und in den Sommermonaten zusätzlich Bartlett Cove im Glacier-Bay-Nationalpark. Außerhalb von Alaska werden die Häfen von Prince Rupert in British Columbia und Bellingham in Washington angelaufen.

Routenkarte